# ليو باور
ليو باور هو صحفي وسياسي ألماني، ولد في 18 ديسمبر 1912 في سكالات في أوكرانيا، وتوفي في 18 سبتمبر 1972 في بون في ألمانيا. نشط حزبياً في حزب الوحدة الاشتراكية الألماني والحزب الشيوعي في ألمانيا والحزب الديمقراطي الاجتماعي الألماني. وقد انتخب عضو في برلمان هسن ‏.

## وصلات خارجية
- ليو باور على موقع مونزينجر (الألمانية)